# Klystron

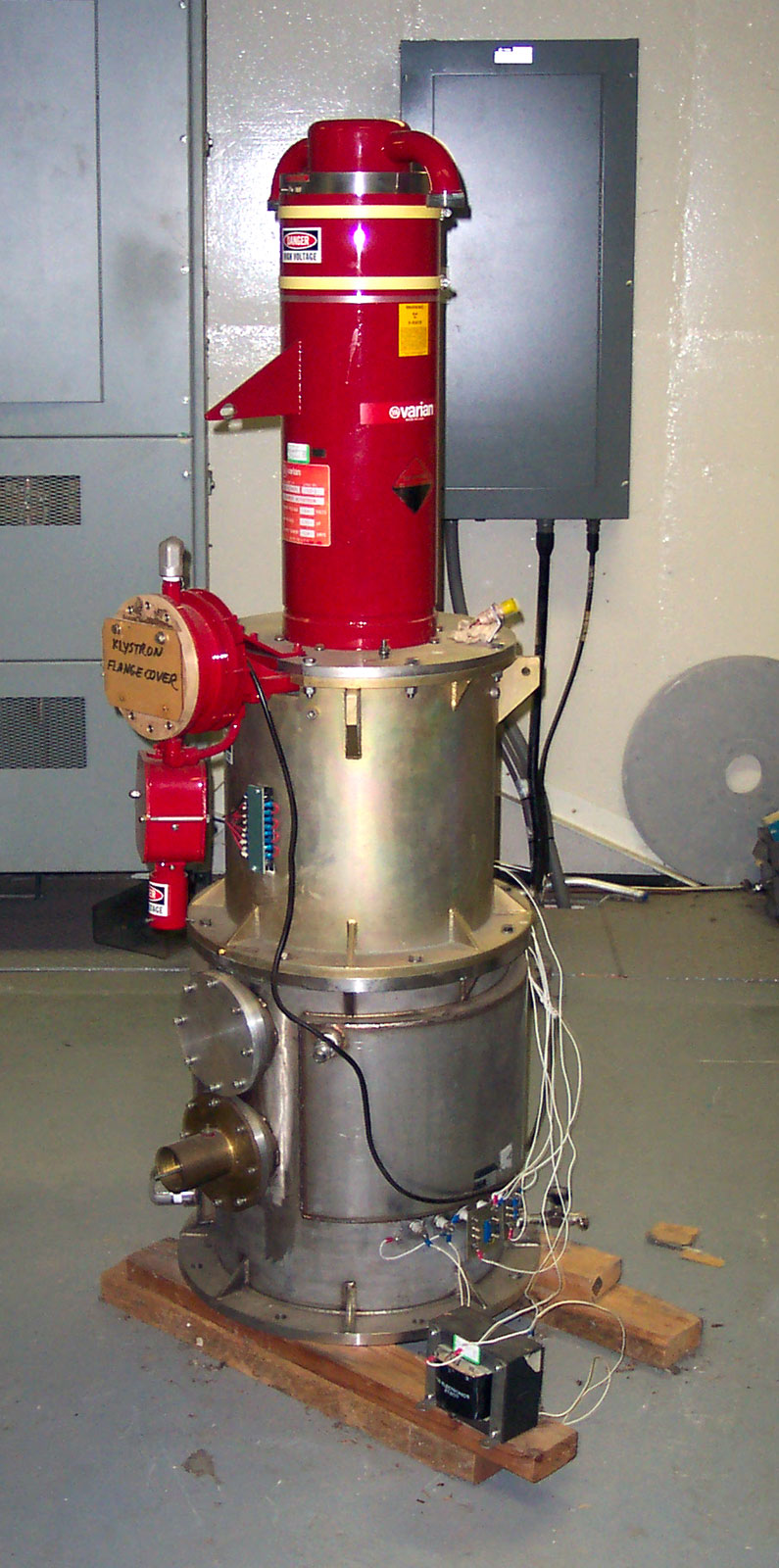
Klystron ad alta potenza utilizzato presso il Canberra Deep Space Communications Complex.

Il klystron è un tubo a vuoto di tipo a elettroni liberi e a fascio lineare.
Il nome deriva dalla parola greca κλύς (klys), che si riferisce all'infrangersi delle onde sulla spiaggia, associata al suffisso che indica la natura elettronica del dispositivo.
Il klystron è utilizzato come oscillatore e amplificatore di microonde e frequenze radio per generare il segnale di bassa potenza per i ricevitori radar a supereterodina e per generare portanti di alta potenza, sia per le telecomunicazioni sia per alimentare gli acceleratori lineari di particelle.
Rispetto al magnetron ha la caratteristica di mantenere la coerenza del segnale amplificato, così il segnale in uscita può essere esattamente controllato in ampiezza, frequenza e fase.
Inventori del klystron sono i fratelli Russel e Sigurd Varian della Stanford University. Il loro prototipo fu completato nell'agosto del 1937 e la novità, pubblicata nel 1939, ebbe notevole influenza sullo sviluppo del radar nel Regno Unito e negli Stati Uniti. I Varian fondarono una ditta per commercializzare la loro idea.

## Varianti

### Klystron a due camere
In questo tipo di klystron, un fascio di elettroni emessi dal catodo di un cannone elettronico è iniettato in una cavità risonante. Il fascio elettronico è mantenuto focalizzato da un campo magnetico parallelo e trasferito attraverso un tubo di passaggio (chiamato tubo di drift) ad una seconda cavità contenente l'anodo. Durante l'attraversamento del tubo di drift il fascio subisce una modulazione di velocità da parte del segnale entrante. All'ingresso della seconda cavità, la modulazione di velocità si trasforma in una modulazione di densità, si formano cioè dei pacchetti di elettroni addensati. Questi pacchetti, entrando nella cavità, inducono la formazione di onde stazionarie alla stessa frequenza del segnale di ingresso.
Il segnale così prodotto, molto più intenso di quello iniziale, viene prelevato da appositi accoppiatori.

Il klystron a due camere può essere facilmente convertito in oscillatore realizzando un circuito di retroazione dall'uscita all'ingresso.
Questa configurazione è uno dei generatori di microonde con il minore rumore elettrico e per questo è spesso usata nei radar per il puntamento di missili.

Il klystron a due camere normalmente produce più potenza rispetto al tipo reflex, tipicamente watt contro milliwatt. Inoltre, non essendoci riflettore, è richiesta una sola alimentazione ad alta tensione, ma questa tensione deve essere regolata su un preciso valore perché il tubo oscilli. Questo dipende dal fatto che la formazione dell'onda di densità deve avvenire esattamente in prossimità dell'ingresso della seconda cavità, e poiché quest'ultima posizione è fissa, occorre agire sul campo elettrico e quindi sulla velocità degli elettroni. Non è perciò possibile effettuare una modulazione di frequenza.

### Klystron reflex
Nella variante reflex, il fascio elettronico è contenuto in un'unica cavità metallica risonante. Gli elettroni sono inviati verso una estremità del tubo dal cannone elettronico e dopo avere attraversato la cavità risonante sono riflessi all'indietro da un elettrodo a potenziale negativo per riattraversare la cavità, dove sono poi raccolti. La modulazione in velocità avviene durante il primo passaggio, mentre le onde di densità si formano nello spazio di drift compreso tra la cavità ed il riflettore.

Il potenziale del riflettore deve essere opportunamente regolato per assicurare il massimo rimbalzo degli elettroni e quindi il massimo trasferimento di energia alle onde elettromagnetiche prodotte. Variando leggermente il potenziale si ha una riduzione della potenza in uscita, ma si ottiene anche una variazione della frequenza. Questo fenomeno è sfruttato per regolare automaticamente la frequenza nei ricevitori e per la modulazione di frequenza nei trasmettitori. Il livello di modulazione in frequenza è abbastanza basso da garantire una potenza di uscita pressoché costante. Se il potenziale del riflettore si discosta troppo dal valore ottimale, le oscillazioni cessano del tutto. Ci sono diverse regioni di potenziale in cui il tubo è in grado di oscillare, chiamate modi. L'intervallo di variazione della frequenza è generalmente definito per la zona entro cui la potenza si mantiene al di sopra della metà del valore massimo.

In molte applicazioni il klystron reflex è stato sostituito da dispositivi a semiconduttore.

### Klystron multicavità
Nel klystron multicavità, diverse cavità risonanti di forma toroidale circondano il tubo acceleratore.

### Klystron floating drift
Questo klystron ha una singola camera cilindrica contenente al centro un tubo elettricamente isolato (floating significa in questo contesto sospeso, galleggiante). Dal punto di vista elettrico il sistema si comporta come il klystron a due cavità. Gli elettroni vengono modulati in velocità attraversando il tubo di drift e fuoriescono organizzati in onde di densità, trasferendo potenza alla cavità di oscillazione.
Il vantaggio di questa configurazione rispetto al sistema a doppia camera è di avere un solo elemento da sintonizzare sulla frequenza di lavoro. Il tubo di drift è isolato dalle pareti della cavità ed il potenziale applicato è indipendente dal resto del tubo. Questo permette di regolare in parte velocità degli elettroni e quindi la frequenza di oscillazione. L'entità della variazione è limitata ed usata in genere per la modulazione di frequenza.

## Applicazioni
Gli amplificatori a klystron sono utilizzati per generare onde radio in alta frequenza, VHF, UHF e EHF, ove sia necessaria elevata potenza, superiore a quella ottenibile con dispositivi a stato solido. Esempi applicativi sono il radar, satelliti per telecomunicazioni, diffusione televisiva e fisica (acceleratori di particelle e reattori sperimentali).